# Americhelidium americanum
Americhelidium americanum är en kräftdjursart som först beskrevs av Edward Lloyd Bousfield 1973.  Americhelidium americanum ingår i släktet Americhelidium och familjen Oedicerotidae. Inga underarter finns listade i Catalogue of Life.